# Толоші
Толоші (груз. ტოლოში) — село в Грузії.
За даними перепису населення 2014 року в селі проживає 440 осіб.